# Joseph Nanven Garba

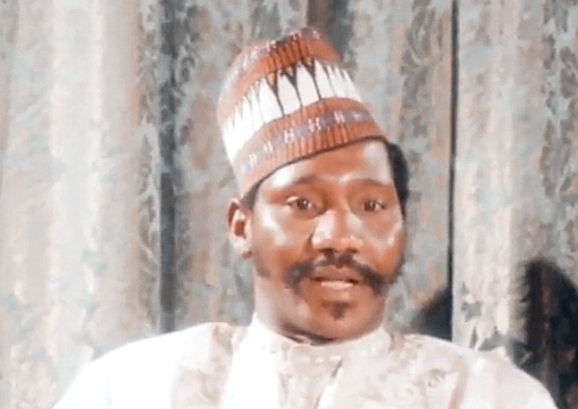
Joseph Nanven Garba

Joseph Nanven „Joe“ Garba (* 17. Juli 1943 in Langtang; † 1. Juni 2002 in Abuja) war ein nigerianischer Politiker.
Seit der Gründung der nigerianischen Armee im Jahre 1962 war er Soldat. Während der Militärherrschaft war er 1975 bis 1978 Mitglied des Obersten Militärrates und gleichzeitig Außenminister Nigerias. In dieser Funktion nahm er an diversen afrikanischen Konferenzen teil. 1978 war Garba einen Monat lang Präsident des UN-Sicherheitsrates.
Nach der Machtübergabe an die Zivilregierung im Jahr 1978 wurde er Kommandant der Militärakademie. 1980 nahm er ein Studium in Indien und Harvard auf, das er mit dem Master-Titel abschloss.
1984 übernahm er das Amt des UNO-Botschafters seines Landes, 1989 wurde er zum Präsidenten der 44. UN-Generalversammlung gewählt (Amtszeit bis 1990).
Der Autor mehrerer Bücher war verheiratet und hatte Kinder.

## Schriften
- 1984: The Crisis in Southern Africa and Our Duty: Statements and Addresses, 27 March to 30 June, 1984, United Nations Centre against Apartheid
- 1987: Diplomatic soldiering: Nigerian foreign policy, 1975-1979 (Autobiografie), Spectrum Books, ISBN 978-978-2461-76-6
- 1993: The Honour to Serve: Reflections on Nigeria's Presidency of the 44th UN General Assembly
- 1995: Fractured History: Elite Shifts and Policy Changes in Nigeria, Sungai, ISBN 978-0-9635245-4-6
- 1997: Militaries, Democracies, and Security in Southern Africa, International Peace Academy